# Szabadonfutó

Szabadonfutó

A szabadonfutó gépekben egy tengely és egy kerék vagy tárcsa agya között csak egyirányú forgást és nyomatékot ad át, másik irányban a kapcsolatot a tengely és az agy között megszünteti. Elvileg szabadonfutóként a kilincsmű is használható, és fordítva: emelőberendezésekben a szabadonfutók is használhatók visszafutásgátlóként.
Kerékpároknál gyakran fordul elő, hogy a hajtott kerék gyorsabban forog, mint a hajtó lánckerék. Ha merev kapcsolat volna a két kerék között, akkor a láncon keresztül visszafelé hajtaná a pedált a kerékpár. Ennek megakadályozása céljából szabadonfutót építenek be a két kerék között, ami lehetővé teszi, hogy a kerékpáros pihentesse lábait, amíg nincs szükség hajtásra.
Hasonló helyzet áll fenn gépkocsiknál is. Amikor az autó lejtőn lefelé gurul, és a sebességváltó kettes vagy hármas fokozatban van, a kocsi hajtja visszafelé a motort. Ez az úgynevezett motorfék üzemmód négyütemű motorok esetén nemcsak megengedett, hanem kötelező is, tehermentesíti a fékeket és megvédi a túlmelegedéstől. Kétütemű motorokra azonban veszélyes, mivel ezek kenése a tüzelőanyaghoz kevert olajjal történik, és ilyenkor nem kapnak elegendő kenőolajat, ezáltal erősebb kopásnak vannak kitéve, tönkremehet a motor. A kétütemű gépkocsimotoroknál ezért szabadonfutót építenek be a motor védelme érdekében. Természetesen erősebb fékeket is használnak.

## Felépítés és működés
A szabadonfutók a súrlódásos önzárás elvét használják ki. Egyik formája a képen látható: a belső gyűrűben kialakított hornyokban görgők helyezkednek el, melyeket gyenge rugók nyomnak a külső gyűrűhöz. Egyik irányba forgatva a szerkezet egy gördülőcsapágyhoz hasonlóan működik, ellenkező irány esetén a görgők beékelődnek a horony fala és a külső gyűrű belső palástja közé, és a görgők és a gyűrűk között fellépő súrlódás segítségével nyomatékot visznek át. Ebben az irányban önzárás alakul ki, vagyis minél nagyobb nyomaték terheli a szabadonfutót, annál nagyobb lesz a súrlódás is.

## Alkalmazása
Legismertebb alkalmazása a kerékpároknál van. Mezőgazdasági gépeknél, hogy megakadályozzák a nagy tehetetlenségi nyomatékú részeket attól, hogy a lendületüktől visszafelé hajtsák a rendszert. Dugattyús motorok indításakor fontos, hogy amikor a motor beindul, ne gyorsítsa fel az indítóberendezést. Kézi meghajtás ("kurbli") esetén ez balesetet okozna, elektromotor esetén pedig a centrifugális erő szétvetné az indítómotor forgórészét. Szabadonfutó alkalmazásával ha a motor tengelye gyorsabban forog, a kapcsolat megszakad az indítómotor és a dugattyús motor között. Hasonló célból építenek be szabadonfutót a gőzturbinák tengelyforgató berendezéseihez is. Helikoptereknél a hajtómű és a forgószárny közé szintén célszerű szabadonfutót iktatni, ugyanis a motor meghibásodása esetén ilyenkor a szabadon forgó forgószárny vitorlázó állásban lehetővé teszi a kényszerleszállást. 